# 肾叶野桐
肾叶野桐（学名：Mallotus oreophilus sp. latifolius）为大戟科野桐属下的一个亚种。

## 扩展阅读
- 維基物種上的相關：肾叶野桐